# Pycreus divulsus
Pycreus divulsus är en halvgräsart som först beskrevs av Henry Nicholas Ridley, och fick sitt nu gällande namn av Charles Baron Clarke. Pycreus divulsus ingår i släktet Pycreus och familjen halvgräs.

## Underarter
Arten delas in i följande underarter:
- P. d. africanus
- P. d. divulsus